# Brigate del Web
Le Brigate del Web (in russo Веб-бригады?, Veb-brigady), note anche come esercito troll russo, bot russi, Kremlinbots, fabbrica di troll o fattorie/allevamenti di troll sono commentatori politici anonimi e troll collegati a Internet sponsorizzati dalla Russia. I partecipanti riportano di essere organizzati in gruppi di commentatori che partecipano a blog politici e forum Internet russi e internazionali, e che utilizzano trucchi e campagne di disinformazione orchestrate su larga scala per promuovere una propaganda favorevole a Putin e alla Russia. È stato anche scoperto che gli articoli sulla Wikipedia russa riguardanti l'incidente MH17 e la crisi della Crimea del 2014 sono stati presi di mira da questi propagandisti.

## Nascita e scoperta del fenomeno
La manipolazione delle opinioni online per volontà dello Stato sono praticate da diversi paesi.
Le prime accuse documentate sull'esistenza di "brigate del Web" apparirono nell'articolo di Vestnik Online dell'aprile 2003 dal titolo "L'occhio virtuale del Grande Fratello" della giornalista francese Anna Poljanskaja (ex assistente di Galina Starovojtova) e di altri due autori, Andrej Krivov e Ivan Lomako. Gli autori sostengono che fino al 1998, i contributi ai forum sui siti Internet russi (Runet) riflettevano prevalentemente valori liberali e democratici, ma dopo il 2000, la grande maggioranza dei contributi rifletteva valori totalitari. Questo improvviso cambiamento è stato attribuito alla comparsa di gruppi di commentatori filo-russi che sembravano essere organizzati dal servizio di sicurezza dello Stato russo. Secondo gli autori, circa il 70% delle manifestazioni sui siti russi erano di opinione generalmente liberale prima del 1998-1999, mentre un'ondata di posizioni "antidemocratiche" (circa il 60-80%) si è improvvisamente verificata in molti forum russi nel 2000. Ciò potrebbe anche essere un riflesso del fatto che l'accesso a Internet tra la popolazione russa generale è aumentato vertiginosamente durante questo periodo, che fino a quel momento era accessibile solo ad alcune sezioni della società.
Nel gennaio 2012 un gruppo di attivisti che si autoproclamava il braccio russo di Anonymous pubblicò una massiccia raccolta di e-mail che apparentemente appartenevano a ex e attuali leader dell'organizzazione giovanile del Cremlino Naši (compreso un certo numero di funzionari governativi). I giornalisti che hanno indagato sulle informazioni trapelate hanno scoperto che il movimento pro-Cremlino si era impegnato in una serie di attività tra cui il pagamento di commentatori per pubblicare contenuti e dirottare le valutazioni dei blog nell'autunno del 2011. Le e-mail indicavano che i membri delle "brigate" venivano pagati 85 rubli (circa 3 dollari americani) o più per commento, a seconda delle risposte ricevute. Alcuni sono stati pagati fino a 600.000 rubli (circa 21.000 dollari americani) per aver lasciato centinaia di commenti su articoli di stampa critici nei confronti della Russia e di Putin. Un certo numero di blogger di alto profilo sono stati anche menzionati come pagati per promuovere le attività di Naši e del governo in carica. L'Agenzia Federale per la Gioventù, il cui capo (e l'ex leader di Naši) Vasilij Jakemenko, che era l'individuo di grado più alto preso di mira dalle fughe di notizie, ha rifiutato di commentare l'autenticità delle e-mail.
Nel 2013, un rapporto della Freedom House ha dichiarato che 22 dei 60 paesi esaminati utilizzavano commentatori pro-governativi retribuiti per manipolare le discussioni online e che la Russia è stata in prima linea in questa pratica per diversi anni, insieme a Cina e Bahrein.  Nello stesso anno, i giornalisti russi hanno indagato sull'Internet Research Agency di San Pietroburgo, che impiegava almeno 400 persone. Hanno scoperto che l'agenzia ingaggiava segretamente i giovani come "operatori di Internet" pagati per scrivere commenti pro Cremlino, screditando il leader dell'opposizione Aleksej Naval'nyj e la politica e la cultura degli Stati Uniti.
Alcuni giornalisti russi dell'opposizione affermano che tali pratiche creano un effetto agghiacciante sui pochi mezzi di comunicazione indipendenti rimasti nel paese.
Ulteriori indagini sono state condotte dal giornale di opposizione russo Novaja Gazeta e dall'Instituto della Russia moderna nel 2014-15, ispirate al picco di attività delle brigate filo-russe durante il conflitto ucraino e all'assassinio di Boris Nemcov.  Lo sforzo di usare "le armate dei troll" per promuovere le politiche di Putin è associato a un'operazione multimilionaria. Secondo un'inchiesta del quotidiano britannico Guardian, l'alluvione dei commenti filo-russi fa parte di un'"operazione di guerra psicologica d'informazione internazionale coordinata". Una rete di bot su Twitter è stata documentata per una portata di 20.500 account falsi per inviare spam a commenti negativi dopo la morte di Boris Nemcov e sugli altri eventi legati al conflitto ucraino.
Un articolo di Poljanskaja, creato dall'Associazione dei clienti indipendenti, è stato pubblicato nel maggio 2008 su Expertiza.Ru. In questo articolo il termine "brigata del Web" è sostituito dal termine Team "G".
Nelle elezioni presidenziali negli Stati Uniti del 2016 Donald Trump aveva ritwittato alcuni tweet dei falsi account gestiti dai russi.

## Metodi
I commentatori delle brigate a volte lasciano centinaia di messaggi al giorno che criticano l'opposizione del paese e promuovono i politici sostenuti dal Cremlino.  I commentatori hanno reagito simultaneamente alle discussioni su argomenti "tabù", tra cui il ruolo storico del dittatore sovietico Iosif Stalin, l'opposizione politica, i dissidenti come Michail Chodorkovskij, giornalisti assassinati e casi di conflitto internazionale o rivalità (con paesi come Estonia, Georgia, e Ucraina, ma anche con le politiche estere degli Stati Uniti e dell'Unione europea). Il famoso giornalista ed esperto della Russia Peter Pomerantsev ritiene che gli sforzi della Russia mirino a confondere il pubblico, piuttosto che a convincerlo. Dichiara che non possono censurare le informazioni ma possono "distruggerle con teorie e voci di cospirazione".
Per evitare sospetti le brigate del web molte volte lasciano le loro osservazioni politiche su articoli neutri su viaggi, cucina e animali domestici e s'intasano le sezioni dei media per rendere impossibile un dialogo significativo.
L'effetto creato da tali troll su Internet non è molto grande, ma riescono a rendere alcuni forum privi di significato perché la gente smette di commentare gli articoli quando questi troll agiscono creando costantemente un'atmosfera aggressiva e ostile verso coloro che non amano. I troll reagiscono a certe notizie con torrenti di fango e abusi. Ciò rende privo di significato per una persona ragionevole commentare qualsiasi cosa.
Una raccolta di documenti trapelati, pubblicata da Moy Rayon, suggerisce che il lavoro nella "fabbrica dei troll" è strettamente regolato da una serie di linee guida. Qualsiasi post sul blog scritto da un dipendente dell'agenzia, in base ai file trapelati, deve contenere "non meno di 700 caratteri" durante i turni giornalieri e "non meno di 1 000 caratteri" nei turni notturni. Anche l'uso di grafica e parole chiave nel corpo e nel titolo del post è obbligatorio. Oltre alle linee guida generali, i blogger ricevono anche "compiti tecnici": parole chiave e punti di discussione su temi specifici, come l'Ucraina, l'opposizione interna della Russia e le relazioni con l'Occidente. In una giornata lavorativa media, i lavoratori devono pubblicare commenti su almeno 50 notizie. Ogni blogger deve mantenere sei account Facebook che pubblicano almeno tre post al giorno e discutere le notizie in gruppi per almeno due volte al giorno. Entro la fine del primo mese, ci si aspetta che abbiano ricevuto 500 nuovi iscritti e ottenuto almeno cinque commenti per ogni articolo. Su Twitter, i blogger sono tenuti a gestire 10 account con un massimo di 2 000 follower e twittare 50 volte al giorno.
Nel 2015 Lawrence Alexander ha rivelato una rete di siti di propaganda che condividono lo stesso identificatore di Google Analytics e i dettagli di registrazione del dominio, presumibilmente gestiti da Nikita Podgornyj di Internet Research Agency. I siti Web erano principalmente depositi di meme incentrati sull'attacco all'Ucraina, all'Euromaidan, all'opposizione russa e alle politiche occidentali. Altri siti di questo cluster promuovevano il presidente Putin, il nazionalismo russo e, molti di essi, diffondevano notizie dalla Siria con un punto di vista anti-occidentale e pro Bashar al-Assad.
Nell'agosto 2015 i ricercatori russi hanno correlato le statistiche di ricerca su Google di frasi specifiche con la loro origine geografica, osservando aumenti in specifiche frasi politicamente importanti (come "Porošenko", "Maidan", "sanzioni") a partire dal 2013 e originate da molte piccole e periferiche sedi in Russia, come Olgino, che è la sede della società Internet Research Agency.